# Araucaria biramulata

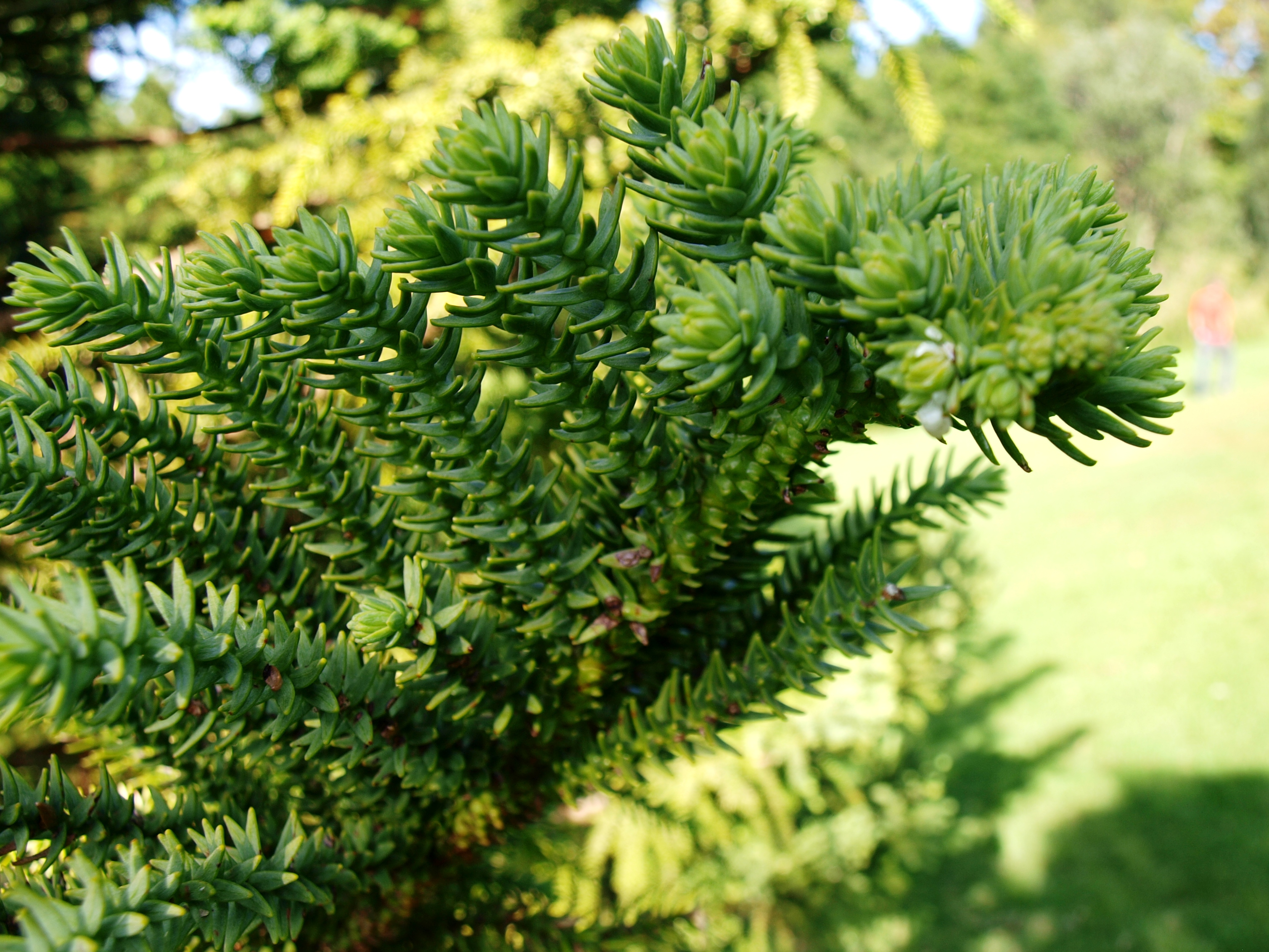

Araucaria biramulata es una especie arbórea perteneciente a la familia Araucariaceae. Se encuentra únicamente en Nueva Caledonia. Está considerada en peligro de extinción por la pérdida de hábitat. 

## Descripción
Es un árbol columnar que alcanza un tamaño de 30 m de altura, con numerosas ramas extendidas. La corteza es gris o marrón, exfoliante en tiras finas. Ramas de troncos múltiples en las puntas, ramas de temporada 8-13 mm de diámetro. Follaje juvenil como agujas,  ápice abruptamente agudo. Hojas adultas en difusión, ovadas, escamosas, con una nervadura central prominente, de 7-9 mm de largo por 6.5 mm de ancho, quilla, acuminada, estomas en ambas superficies, ápice curvada. El como masculino cilíndrico, de 6-7 cm de largo por 1.5-2 cm de ancho, escamas acuminadas. El como femenino de 9-10 cm de largo por 8-9 cm de ancho; brácteas erectas, de 8 mm de largo. Las semillas de 3 cm de largo, con una núcula triangular larga y con alas ovadas.  Germinación epígea.

## Taxonomía
Araucaria biramulata fue descrita por John Theodore Buchholz y publicado en Bulletin du Muséum d'Histoire Naturelle, sér. 2 21: 279. 1949.
Etimología
Araucaria: nombre genérico geográfico que alude a su localización en Arauco.
biramulata: epíteto
Sinonimia
- Araucaria rulei var. pendula Bars.
- Eutacta cookii var. gracilis Carrière
- Eutacta cookii var. ovalifolia Carrière
- Eutacta cookii var. viridis Carrière
- Eutassa biramulata (J.Buchholz) de Laub.[4][5]